# Castello di Buštěhrad
Il castello di Buštěhrad (in ceco Zámek Buštěhrad) si trova nell'omonimo comune del Distretto di Kladno, Boemia Centrale in Repubblica Ceca. Si tratta di una struttura caduta in rovina ma parzialmente riutilizzata in alcune sue componenti come edifici residenziali e considerata monumento culturale nazionale. Il primo nucleo fortificato venne edificato nel XIV secolo.

## Storia

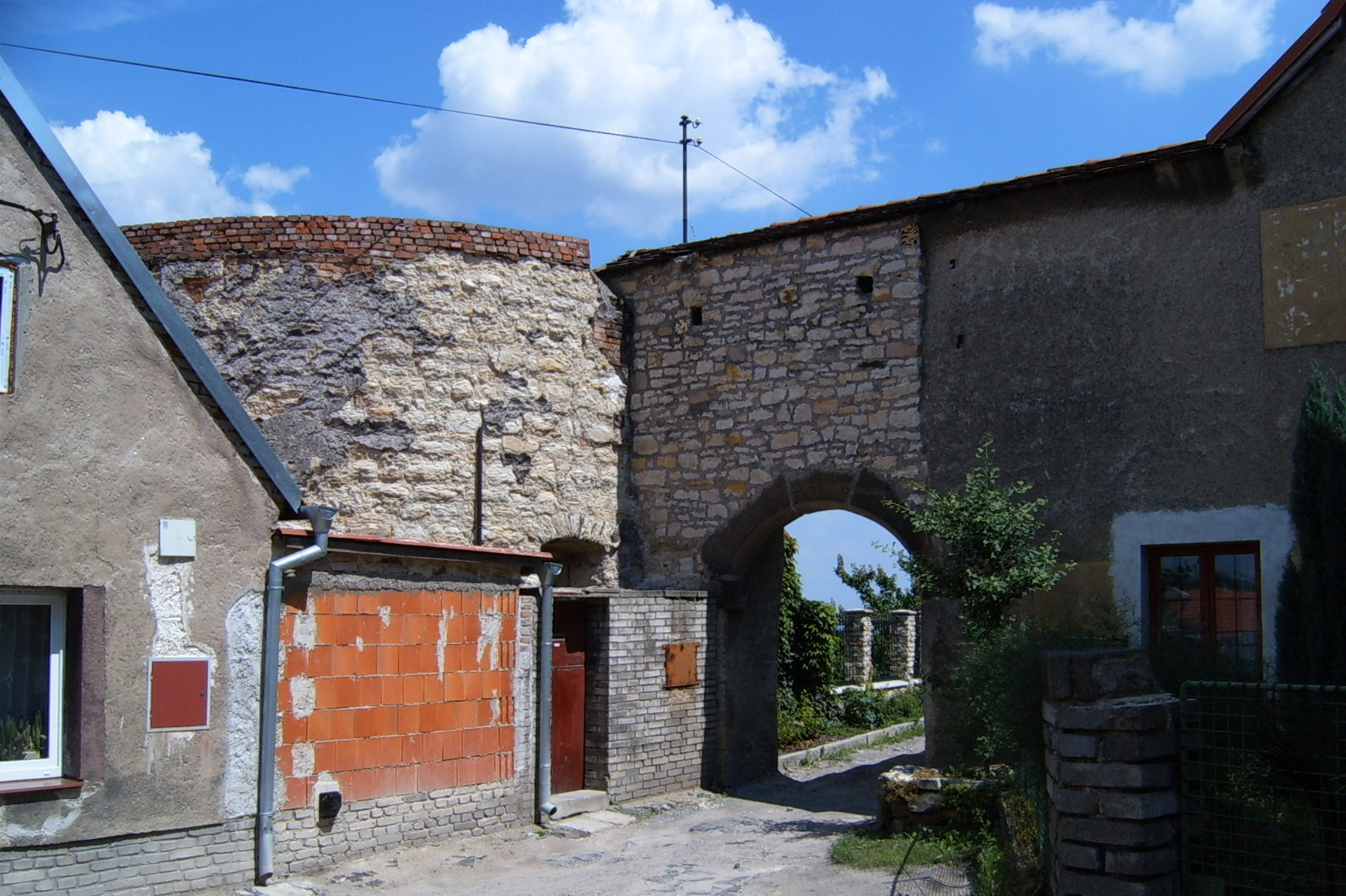
Resti della porta occidentale con accanto la grande torre a sua protezione

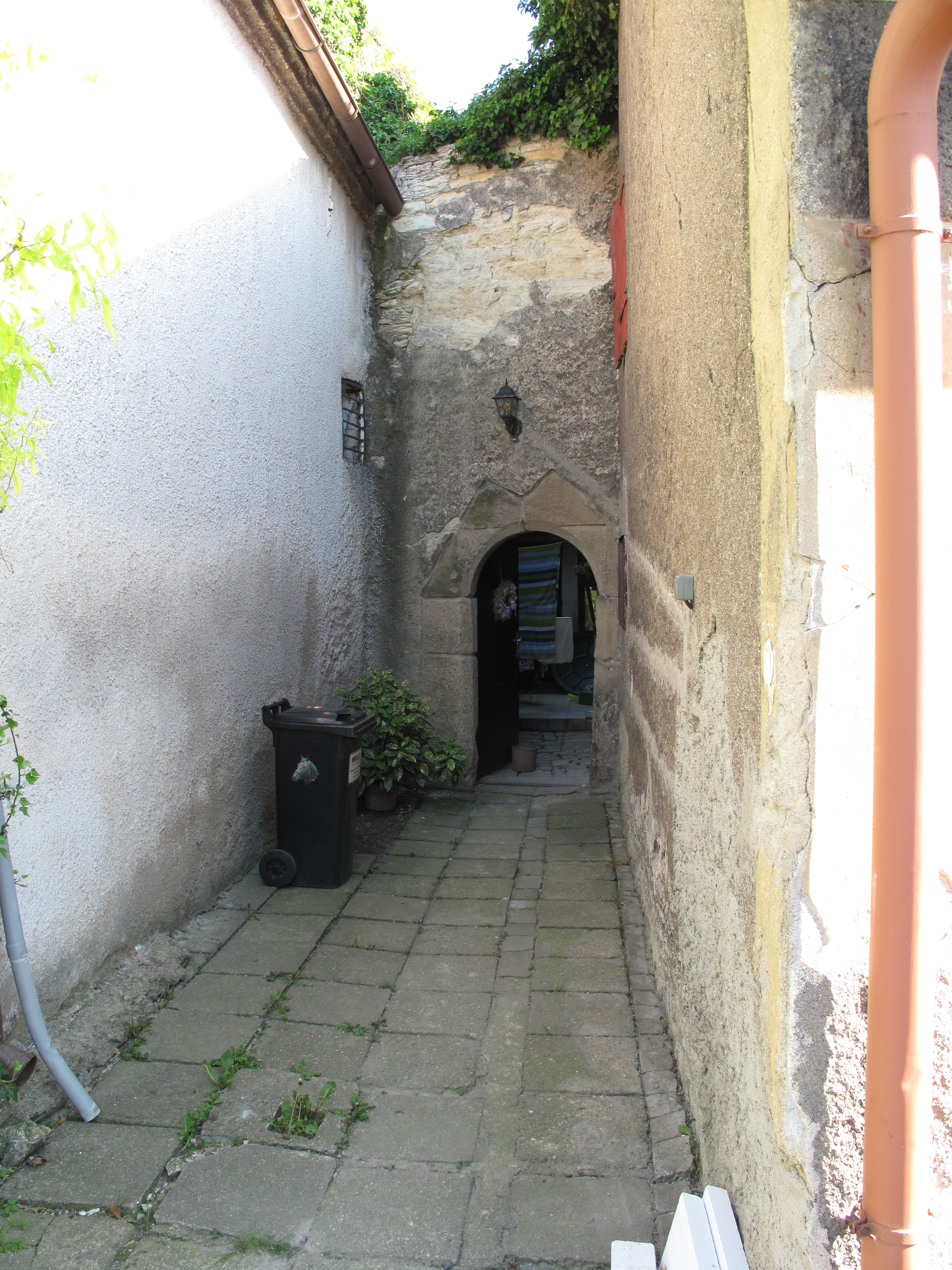
Un piccolo vicolo nell'area dell'antico castello

L'antico villaggio di Buštěhrad, che originariamente era noto come Buštěves, viene menzionato per la prima volta su documenti del 1352. A quel tempo era di proprietà della famiglia praghese Rokycanský. All'estremità orientale del villaggio, nel XIV secolo, era già presente una fortezza. Dalla seconda metà del XIV secolo Buštěhrad ritornò ad essere un possedimento indipendente e vi si insediarono nel tempo diversi nobili minori. Poco prima del 1440 Buštěhrad fu acquistato da Jindřich Libštejnský di Kolovrat e in quel momento le fortificazioni del villaggio erano sistemate in posizioni vantaggiose sorgendo su un crinale sul bordo di una collina che cadeva ripida a nord, quindi con importanti difese naturali. Non lontano passava la via commerciale che univa Praga a Slaný e proseguiva poi verso la Sassonia e il Palatinato. L'edificio non era ritenuto adeguato come residenza padronale dai Kolovrat ed è per questo che probabilmente attorno alla metà nel XV secolo, su iniziativa di Jindřich Libštejnský di Kolovrat, fu ricostruita ed ampliata assumendo le forme di un castello tardo gotico mantenendo la muratura originale della fortezza primitiva, soprattutto nel palazzo principale del castello. La ricostruzione potrebbe avere avuto anche motivazioni politiche poiché Jindřich Libštejnský di Kolovrat era un sostenitore dei cattolici di Strakonice e un nemico dei Kališnik guidati da Jiří z Poděbrady. Poiché il castello poteva diventare un centro per organizzare le forze contro Praga, Giorgio di Poděbrady nel maggio 1450 lo assediò, e nello stesso tempo attaccò e devastò diverse fortezze e villaggi vicini. Alla fine fu conclusa una tregua e dopo l'elezione a re di Giorgio di Boemia, nel 1458, la vittoria andò agli hussiti costringendo alla resa Jindřich Libštejnský di Kolovrat. La costruzione del castello fu probabilmente completata nel 1462, come indica l'anno 1463 sul portale dell'unico resto conservato del castello che ci è pervenuto in una recente casa di abitazione. La rocca rappresentò la struttura dominante del paese fino alla fine del XV secolo e la costruzione costituì un sistema di fortificazione basato sull'esperienza di nuovi metodi di guerra e di assedio, poiché le guerre hussite appena terminate portarono, tra l'altro, una grande diffusione delle armi da fuoco. La piattaforma del castello era quindi circondata su tre lati, oltre al ripido pendio settentrionale, da diverse linee di fortificazioni. Nell'area del castello esistevano anche altri edifici, come le abitazioni della famiglia, della guarnigione e fabbricati agricoli. Dopo la sconfitta nella battaglia della Montagna Bianca, durante la guerra dei trent'anni, l'allora proprietario, Zbyňek Novohradský, fu minacciato di prigione e di confisca dei beni ma, come cattolico, riuscì ad evitarlo col pagamento di una forte somma in favore del seminario del monastero di San Giacomo a Praga. Nel maggio 1632 Albrecht von Wallenstein respinse da Praga i Sassoni guidati da Johan George Arnim e durante la ritirata una parte dell'esercito sassone attaccò la cittadine ed espugnò il castello, depredandolo. Dopo questo episodio il castello non venne più ricostruito nelle sue forme precedenti. Gli eredi dei proprietari si disinteressarono della tenuta. Il territorio fu colpito anche da una grande epidemia di peste nel 1680, durante la quale morì l'intera popolazione del paese. Solo in seguito arrivarono nuovi abitanti e l'area del castello venne considerata prevalentemente un terreno edificabile, sul quale si prevedeva la ricostruzione di una nuova casa padronale. La situazione venne aggravata dalla costruzione nelle vicinanze di una nuova residenza che utilizzò le rovine del castello come fonte di materiale da costruzione. E in breve anche l'intera popolazione venne autorizzata a prelevare da lì materiale per le proprie case. Nel 1725 nel giardino dell'antico castello fu costruita la prima casa, seguita sei anni dopo dagli altri edifici sempre più numerosi. Il parco del castello venne occupato solo nel 1753, e nel 1756 vi furono costruite molte abitazioni. Alcune di quelle case ancora esistenti rappresentano quindi i resti dei palazzi gotico-rinascimentali originali. Così il castello medievale fu completamente distrutto e al suo posto fu costruita la parte vecchia della città di Buštěhrad nella quale è ancora possibile individuare l'assetto del castello e di quello si sono conservati pregevoli frammenti di muratura.

## Descrizione

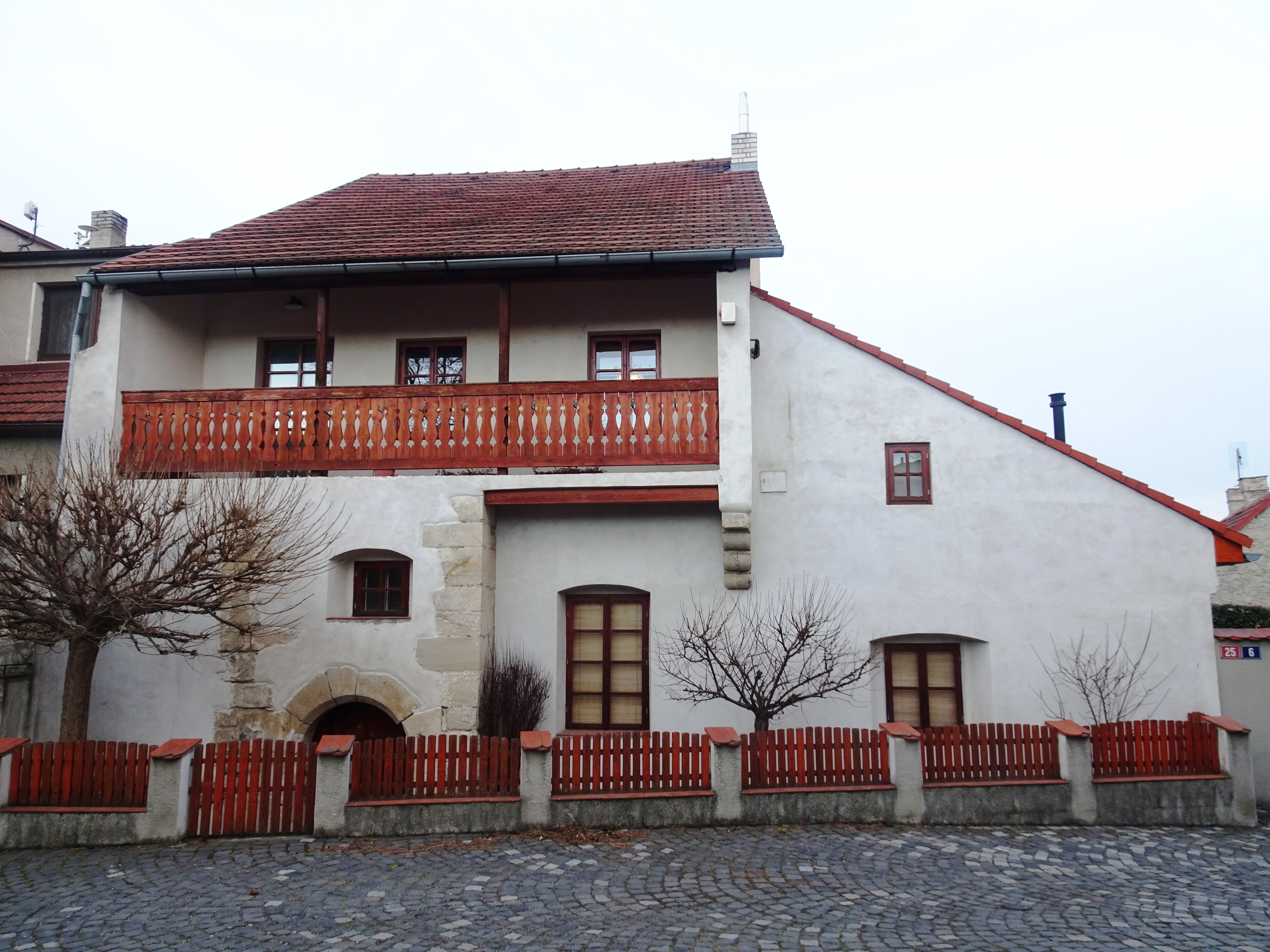
Recente edificio di abitazione

I resti del castello si trovano nella parte vecchia di Buštěhrad, comune della Boemia Centrale in Repubblica Ceca. Purtroppo non si sono conservate informazioni precise sulla forma originaria dell'intero complesso del castello che viene chiamata ancora castello vecchio, un tempo molto vasto. Lo sviluppo residenziale che ha coinvolto l'intera area del castello, compreso il suo antico parco, ha fatto occupare tutte le rovine che ci sono pervenute da abitazioni civili. Si sa che sui lati occidentale e meridionale il castello era protetto da un fossato ancora in parte visibile. Sul lato orientale si trovava un piazzale fortificato protetto da una grande torre. Uno dei bastioni si è parzialmente conservato e anche la porta occidentale. La fortezza originaria sorgeva sul sito di numerose case recenti. Si conserva l'ingresso originale ad un sotterraneo del castello e le mura eccezionalmente robuste del condominio interessato indicano che questo potrebbe essere l'edificio della fortezza originaria comprendente la cappella nobiliare. Tra i resti meglio conservati di questa fortificazione c'è la porta occidentale. Il suo arco è composto da cinque blocchi di arenaria. Su uno di essi è inciso il segno di uno scalpellino: un righello con una bussola aperta. Con un restauro documentato a partire dal 1556, quando stava per crollare, questa porta ha servito alla sua funzione a lungo.

### Monumento culturale della Repubblica Ceca
La tutela dei monumenti della Repubblica Ceca considera il complesso del castello di Buštěhrad col suo parco un monumento culturale nazionale tutelato col numero di catalogo 1000152071.